# Sütterlin
A Sütterlinschrift (németül: [ˈzʏtɐliːnˌʃʁɪft], „Sütterlin-írás”) a kurrent, a német betűtípusok  (leginkább a fraktúr) mellett kialakult történelmi német kézírás utolsó széles körben használt formája. Ludwig Sütterlin grafikusművész a porosz Tudományos, Művészeti és Kulturális Minisztérium (Preußisches Ministerium für Wissenschaft, Kunst und Volksbildung) megbízásából 1911-ben egy modern kézírás megalkotására kapott megbízást. Az általa kidolgozott forma fokozatosan felváltotta a régebbi változatot, amely a 16. században alakult ki, amikor a könyvnyomtatásban a fraktúrt kezdték használni. A Sütterlin megnevezést manapság gyakran használják a régi német kézírás több hasonló változatára, de Sütterlin saját írásmódját csak 1915-től 1941-ig tanították az összes német iskolában.

## Történelem
A minisztérium azt kérte, hogy a hivatalokban „modern” kézírást használjanak, és az iskolában is tanítsák. Sütterlin a két használatban lévő betűtípussal párhuzamosan két írásmódot készített (lásd Antiqua-fraktúr vita). A Sütterlin-írás 1915-ben került bevezetésre Poroszországban, és az 1920-as évektől kezdve kezdte felváltani az iskolákban a viszonylag hasonló régi német kézírást (Kurrent). 1935-ben a Sütterlin-stílus hivatalosan az egyetlen német kézírás lett, amelyet az iskolákban tanítottak.
A nemzetiszocialista német munkáspárt 1941-ben betiltotta az összes „tört” betűtípust, köztük a Sütterlint is, és latin betűs írásformákkal, például az Antiquával váltotta fel őket. Sok német, aki ezen az írásrendszeren nevelkedett, még a háború utáni időszakban is folytatta használatát.
A Sütterlint néhány német iskolában egészen az 1970-es évekig tanították, de már nem elsődleges írásformaként.

## Jellemzők
A Sütterlin a régebbi német kézíráson alapul, amely a fekete betűs írások, mint például a fraktúr vagy a Schwabacher, a német nyomtatott betűs írások kézírásos változatai, amelyeket ugyanebben az időben használtak.
Jelkészlete tartalmazza a hosszú s-t (ſ), valamint számos ligatúrát, például ﬀ (f-f), ﬅ (ſ-t), ﬆ (s-t) és ß (ſ-z vagy ſ-s).
Különlegességük miatt a Sütterlin betűk bizonyos matematikai jelekhez is használhatók, amelyeket nyomtatásban fraktúr betűkkel ábrázolnak. A Kurrent és a Sütterlin kisbetűs d-jét a helyesírási ellenőrzésben a deleatur („ legyen törölve”) szóra használják.
A sütterlini kisbetűs „e” két egymáshoz közel álló függőleges sávot tartalmaz, amelyekben a módosított magánhangzó fölé írt kis „e” betűből származó umlaut mellékjele (¨) eredeztethető.

## A betűk áttekintése

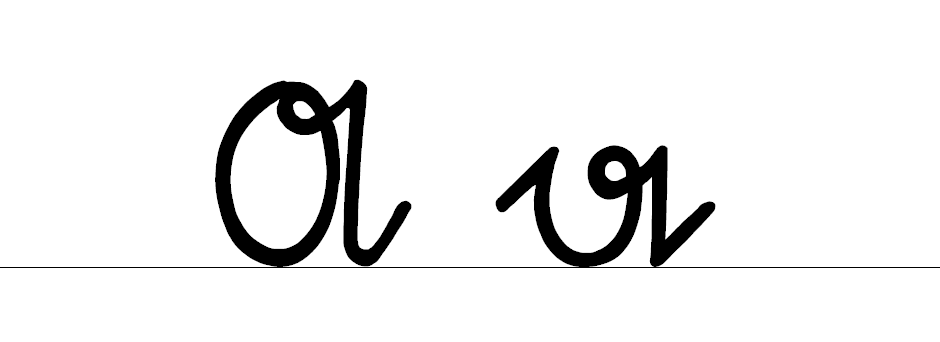
A (a)
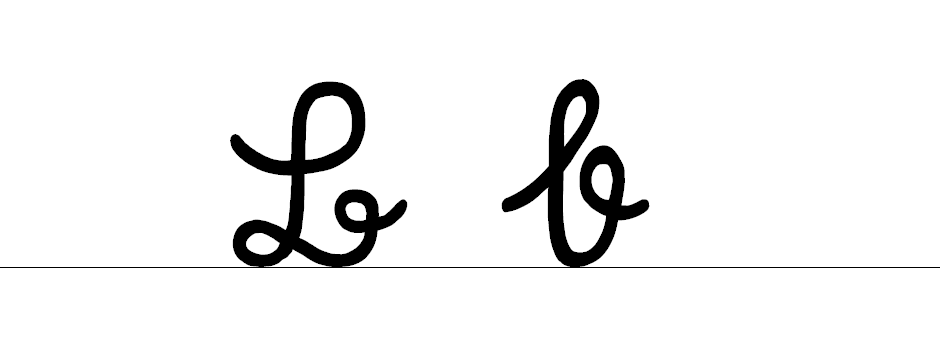
B (b)
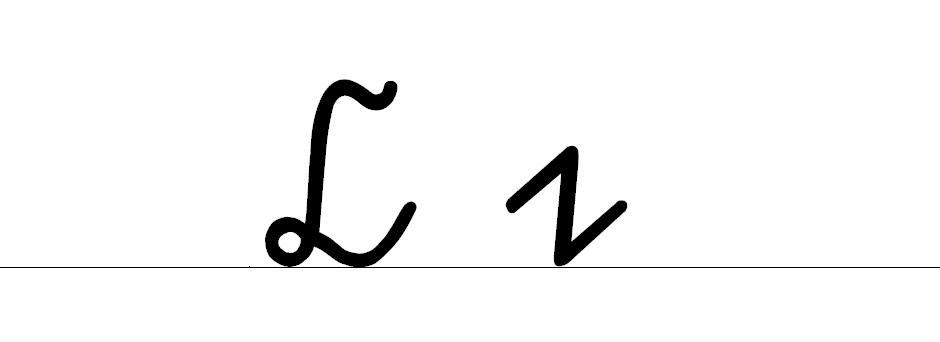
C (c)
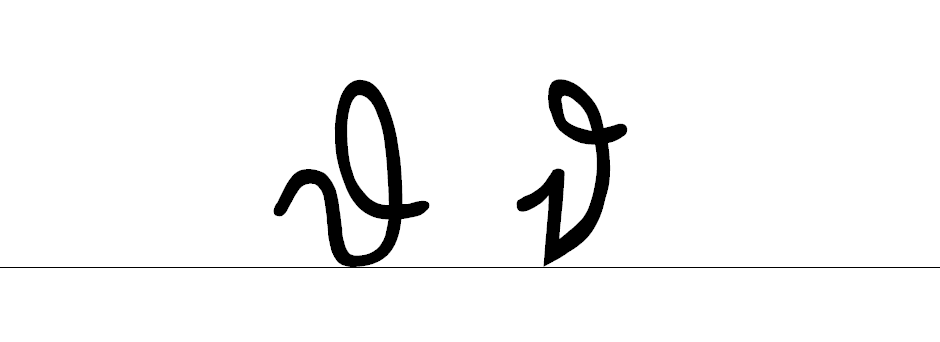
D (d)
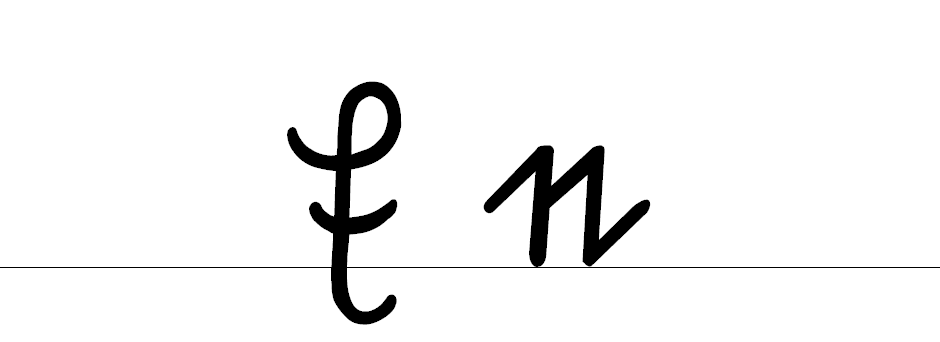
E (e)
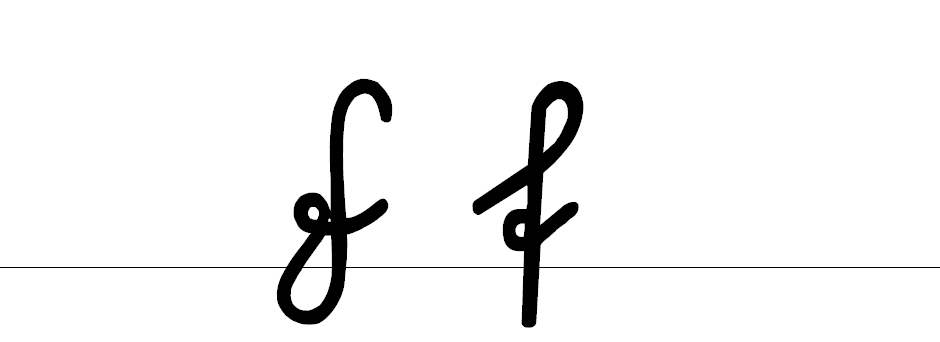
F (f)
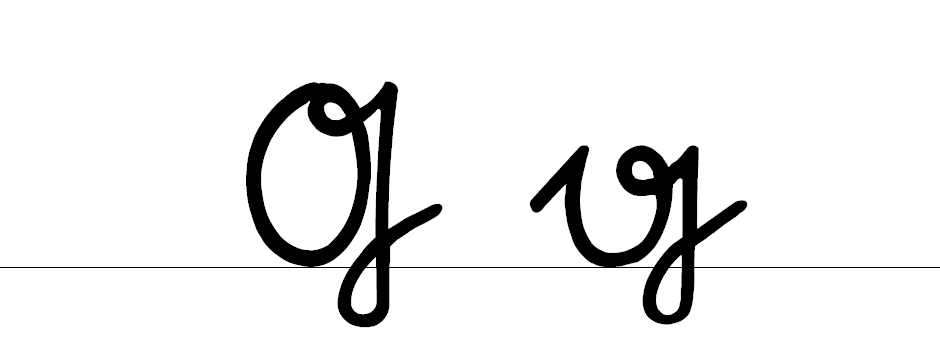
G (g)
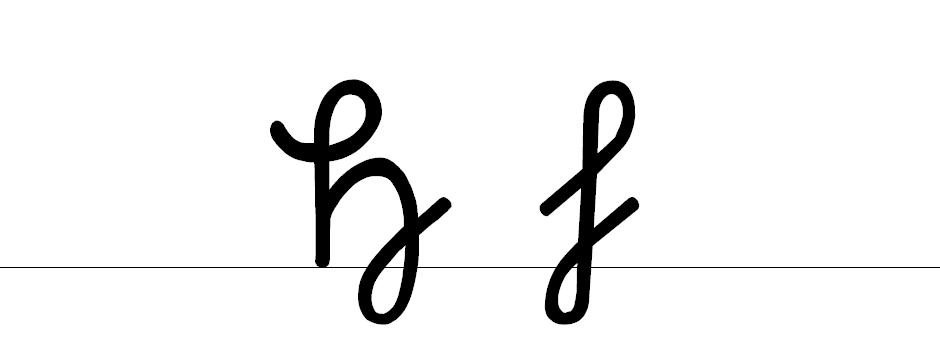
H (h)
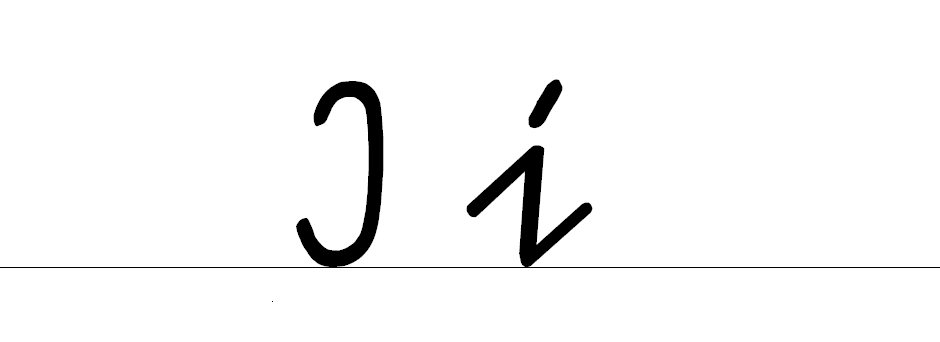
I (i)
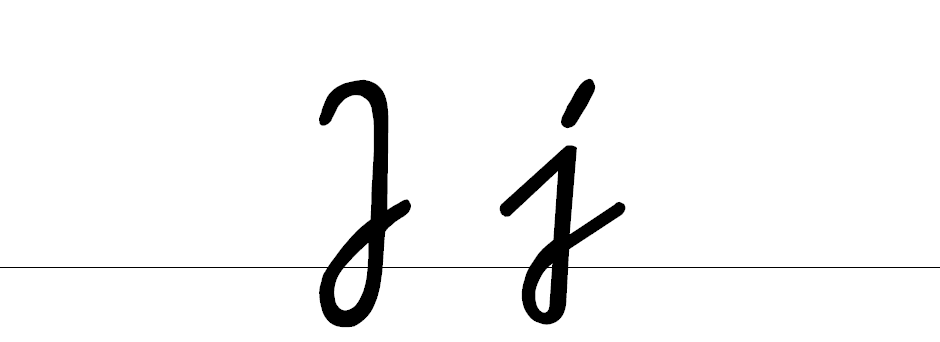
J (j)
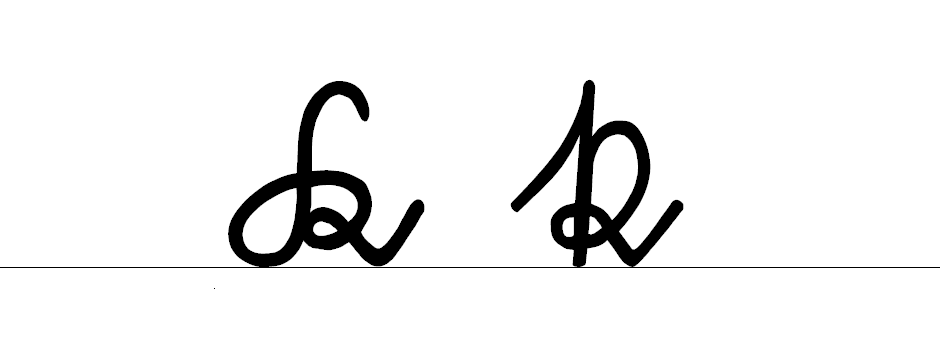
K (k)
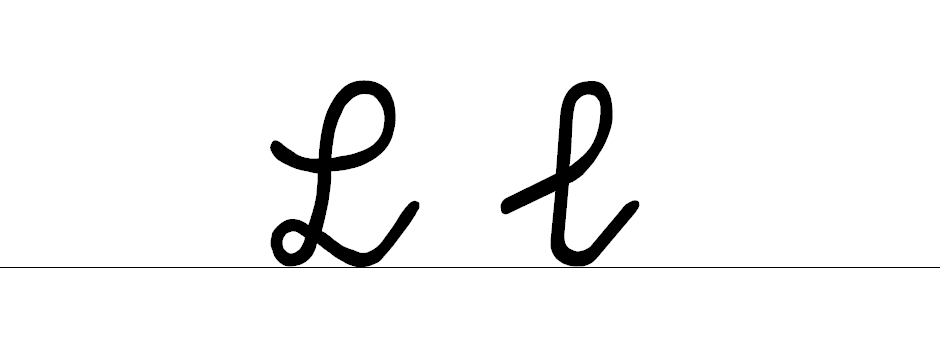
L (l)
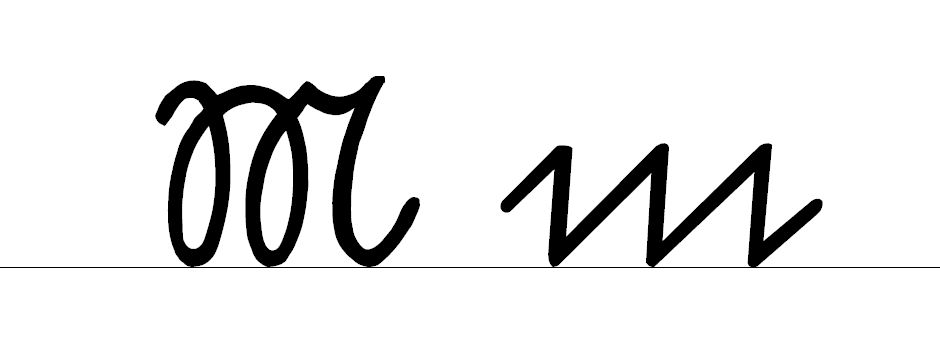
M (m)
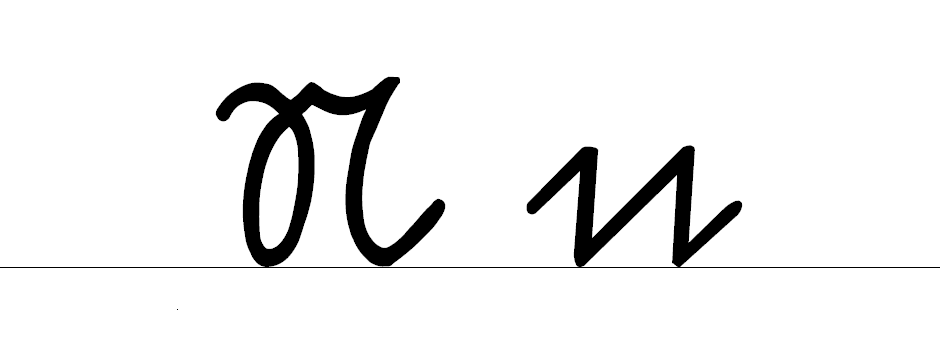
N (n)
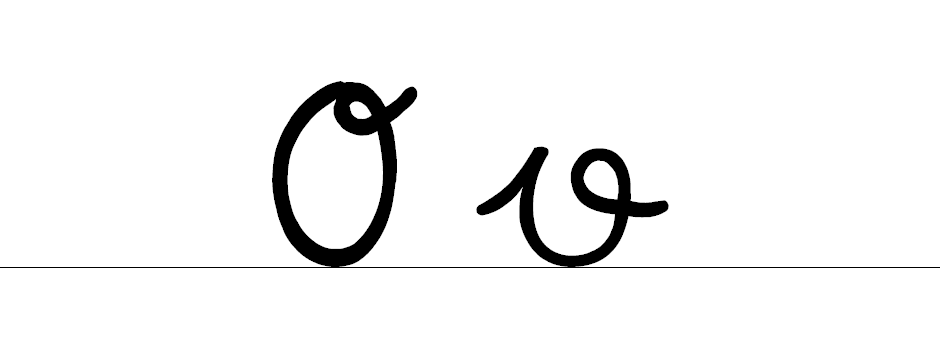
O (o)
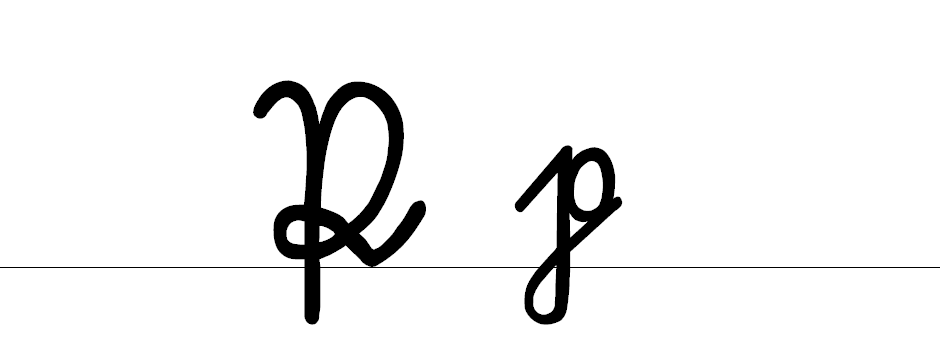
P (p)
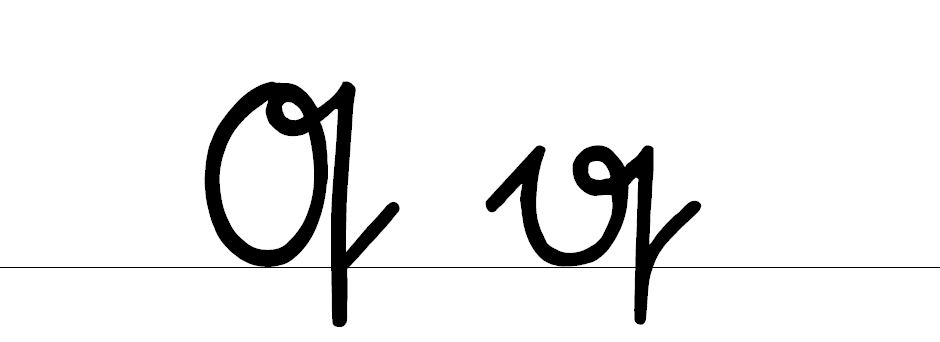
Q (q)
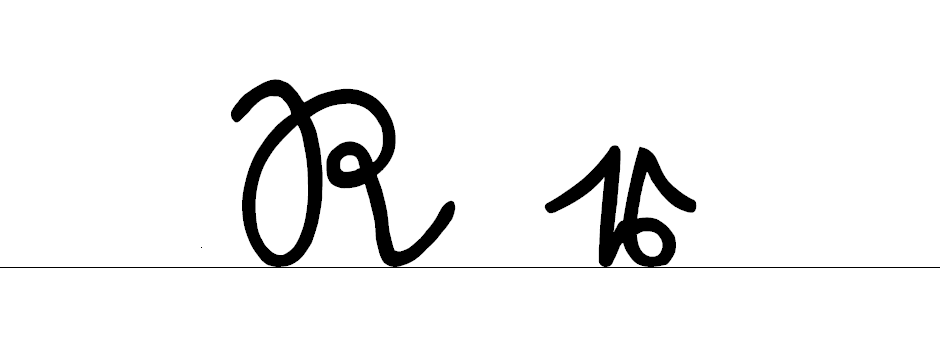
R (r)
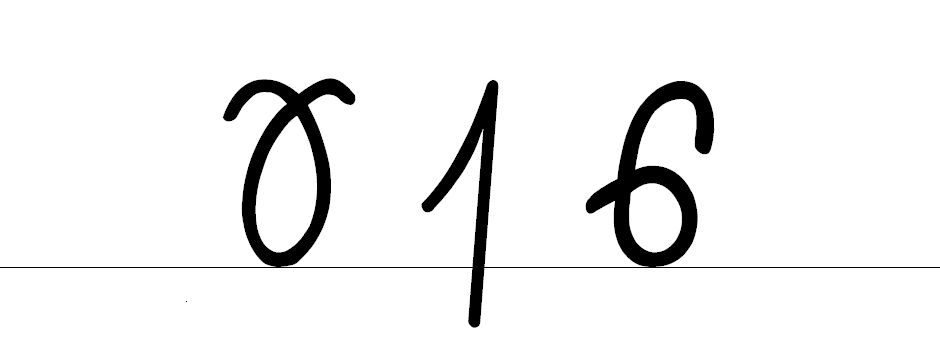
S ſ s
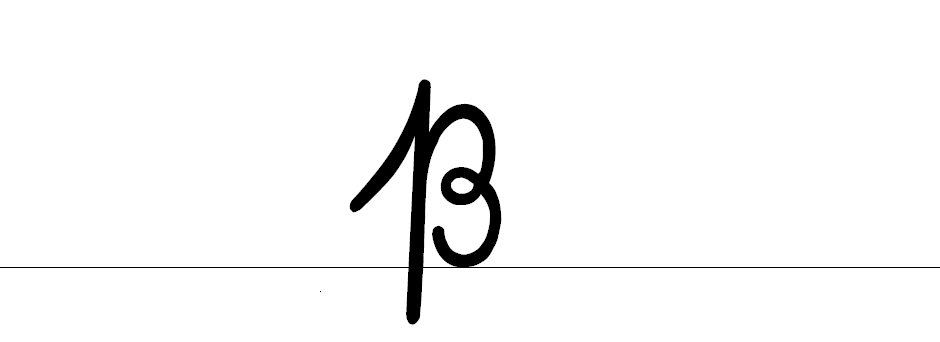
ß (eszett)
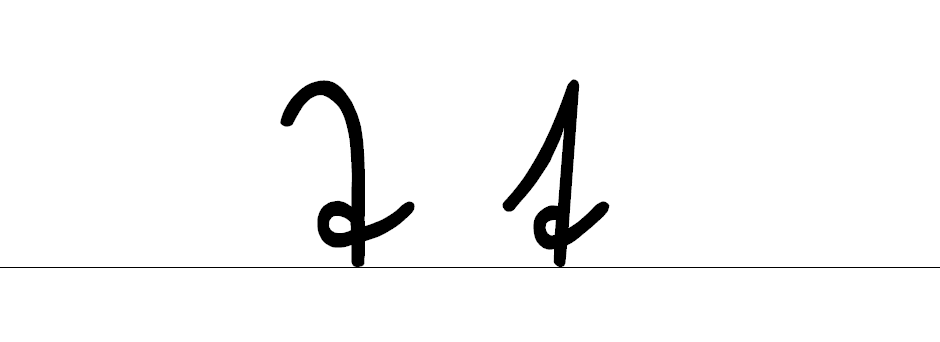
T (t)
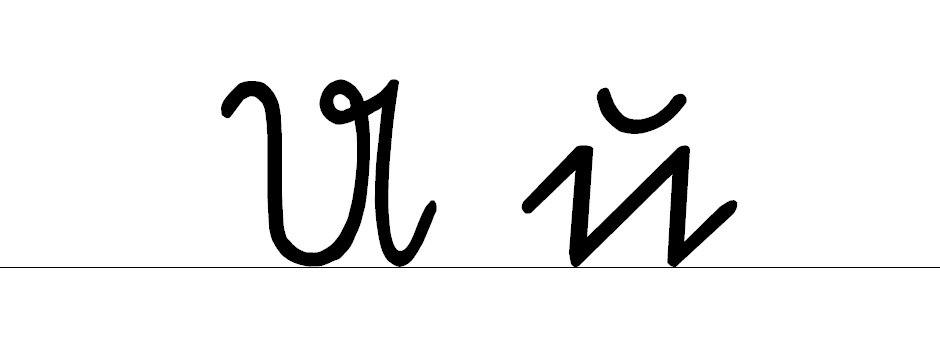
U (u)
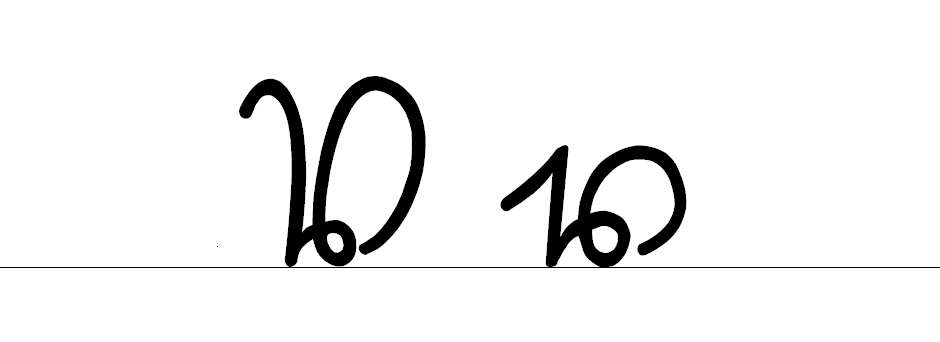
V (v)
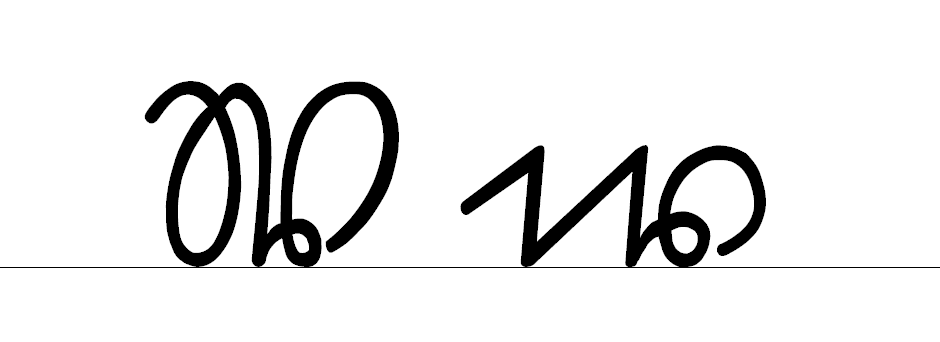
W (w)
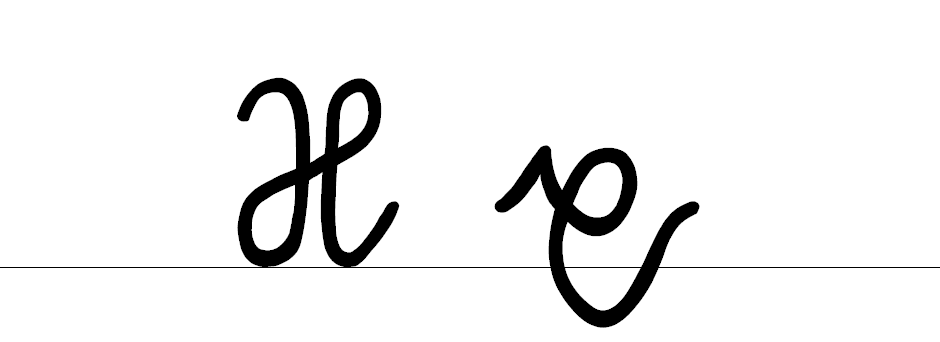
X (x)
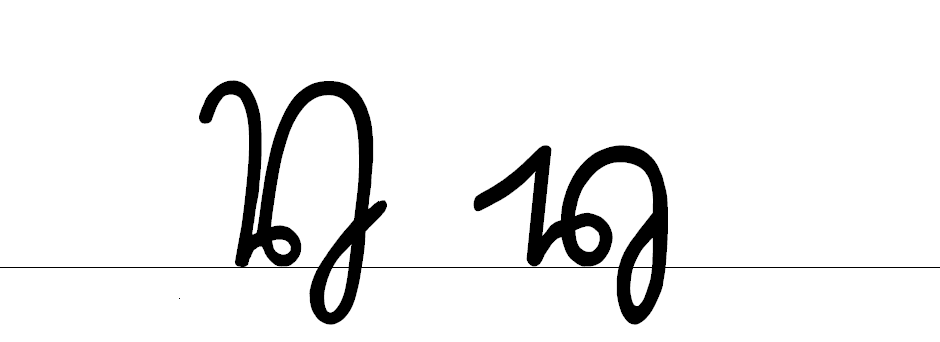
Y (y)
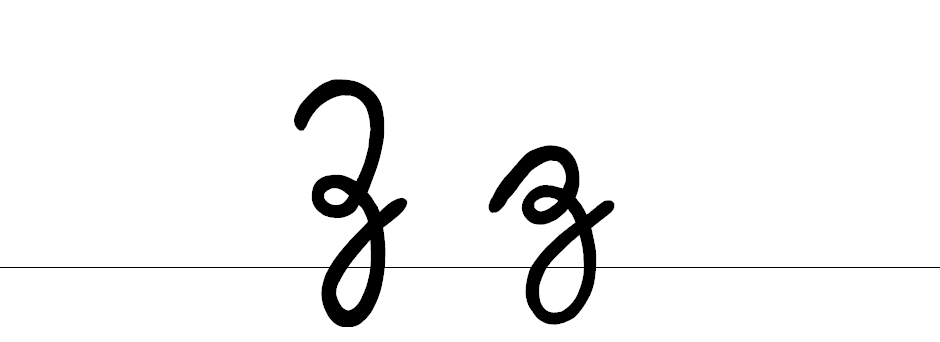
Z (z)
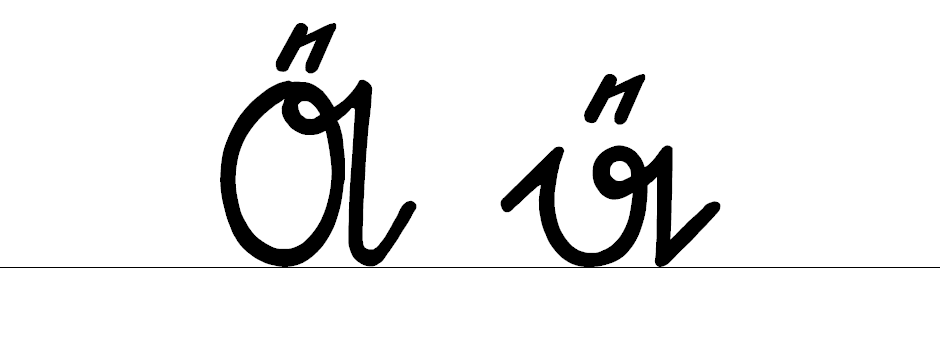
Ä (ä - umlautos a)
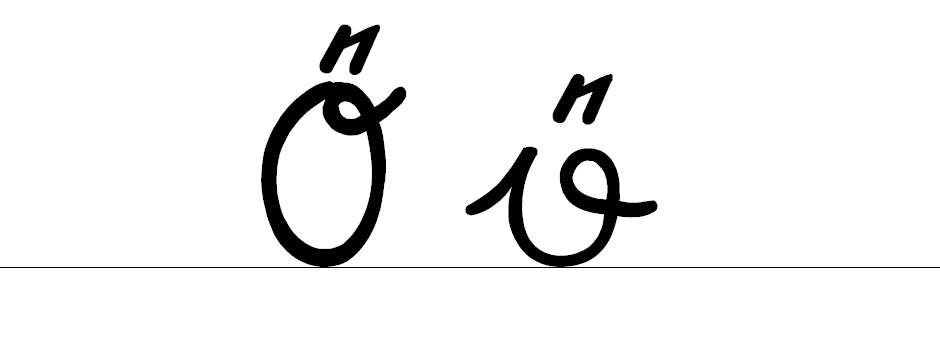
Ö (ö)
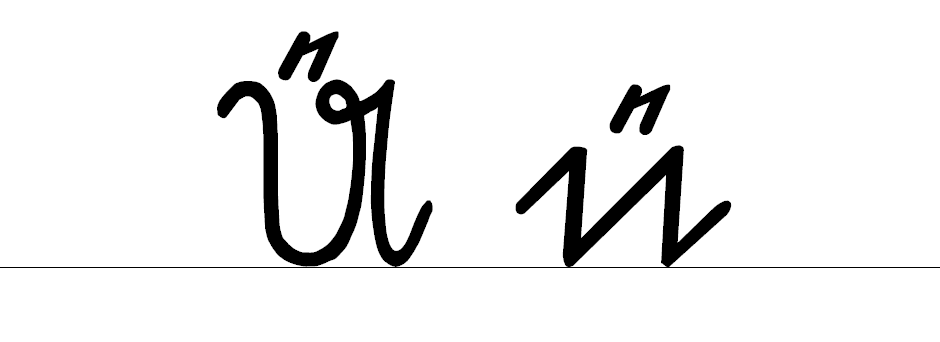
Ü (ü)

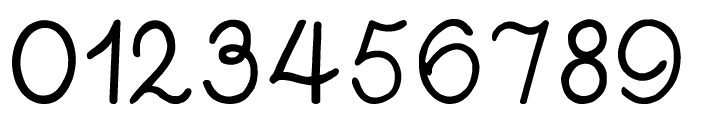
0 1 2 3 4 5 6 7 8 9

Az „s” betűnek két kisbetűs formája van. A „kerek s” a szótag végén használatos.

## Példák

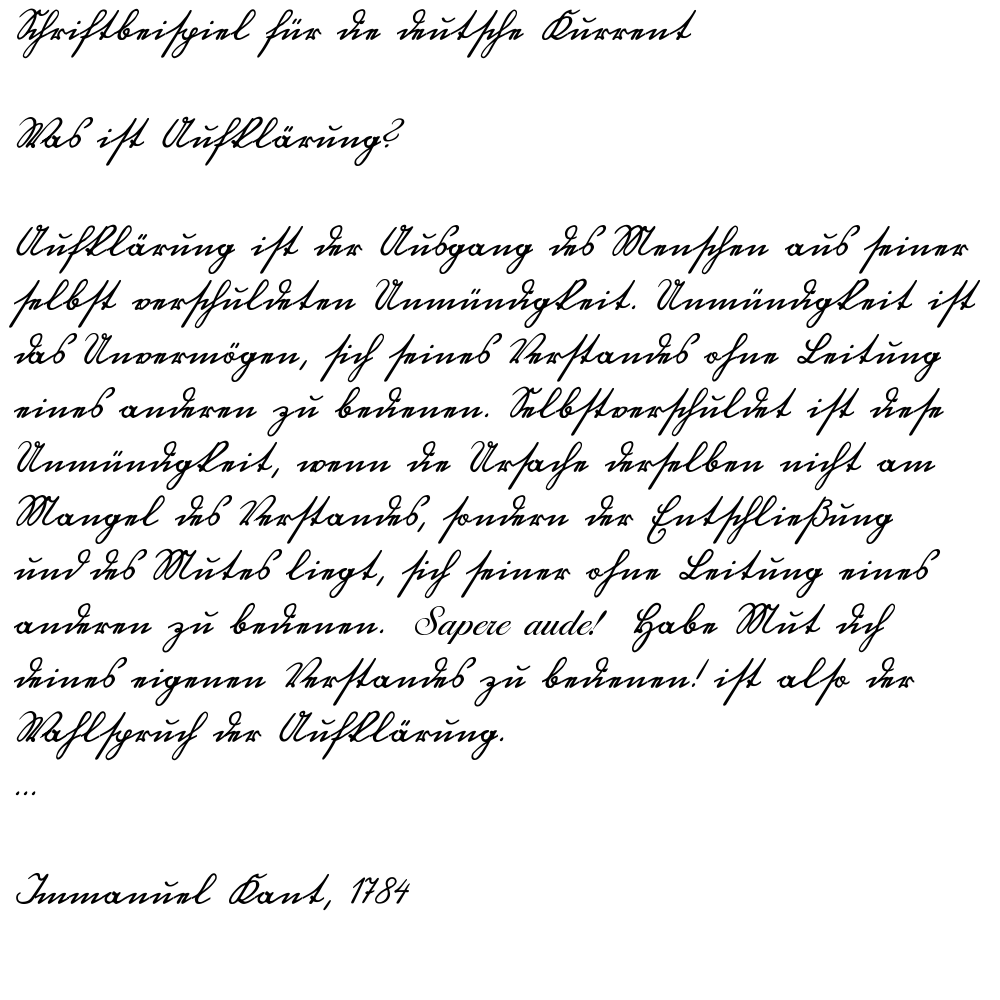
Számítógépes betűtípusú változat Immanuel Kant „Válasz a kérdésre: mi a felvilágosodás?” című művéből:
Was ist Aufklärung?
Aufklärung ist der Ausgang des Menschen aus seiner
selbst verschuldeten Unmündigkeit. Unmündigkeit ist
das Unvermögen, sich seines Verstandes ohne Leitung
eines anderen zu bedienen. Selbstverschuldet ist diese
Unmündigkeit, wenn die Ursache derselben nicht am
Mangel des Verstandes, sondern der Entschließung
und des Mutes liegt, sich sich seiner ohne Leistung eines
anderen zu bedienen. Sapere aude! Habe Mut dich
deines eigenen Verstandes zu bedienen! ist also der
Wahlspruch der Aufklärung.
Magyarul: Mi a felvilágosodás?
A felvilágosodás az ember kilábalása maga okozta kiskorúságából. Kiskorúság az arra való képtelenség, hogy valaki mások vezetése nélkül gondolkodjék. Magunk okozta ez a kiskorúság, ha oka nem értelmünk fogyatékosságában, hanem az abbeli elhatározás és bátorság hiányában van, hogy mások vezetése nélkül éljünk vele. Sapere aude! Merj a magad értelmére támaszkodni! - ez tehát a felvilágosodás jelmondata.

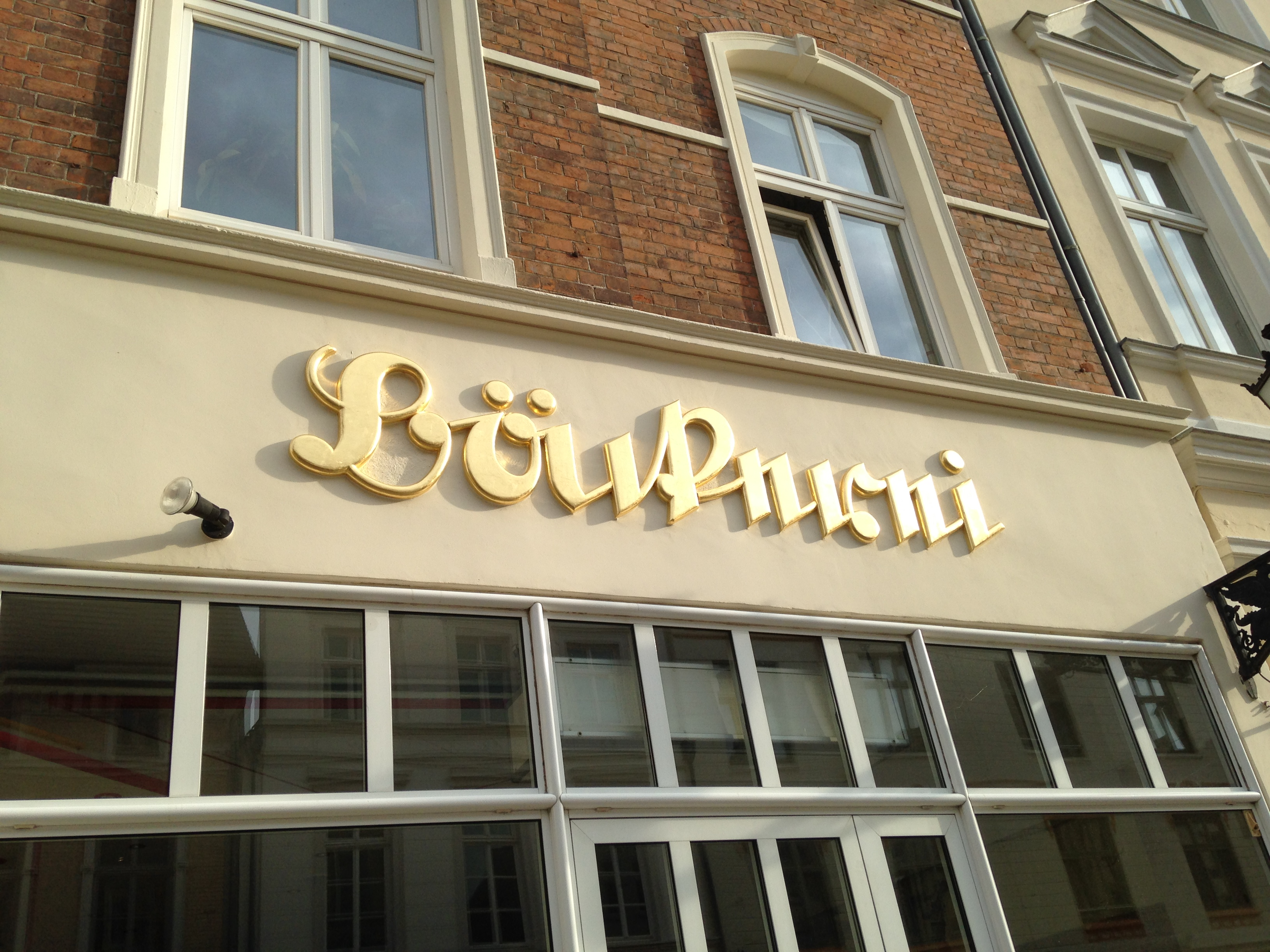
A Bäckerei (pékség) szöveg Sütterlin írással Wismarban, Észak-Németországban
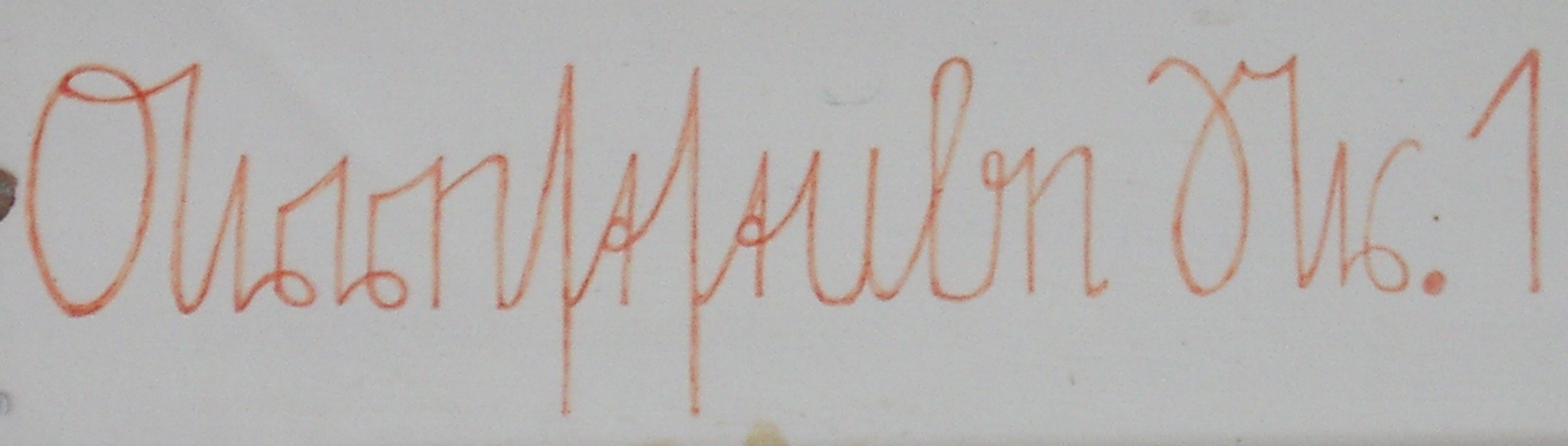
Petersberg citadella, Erfurt: Arreststube Nr. 1 („1. számú zárka”). Figyeljük meg a hosszú s betűket!
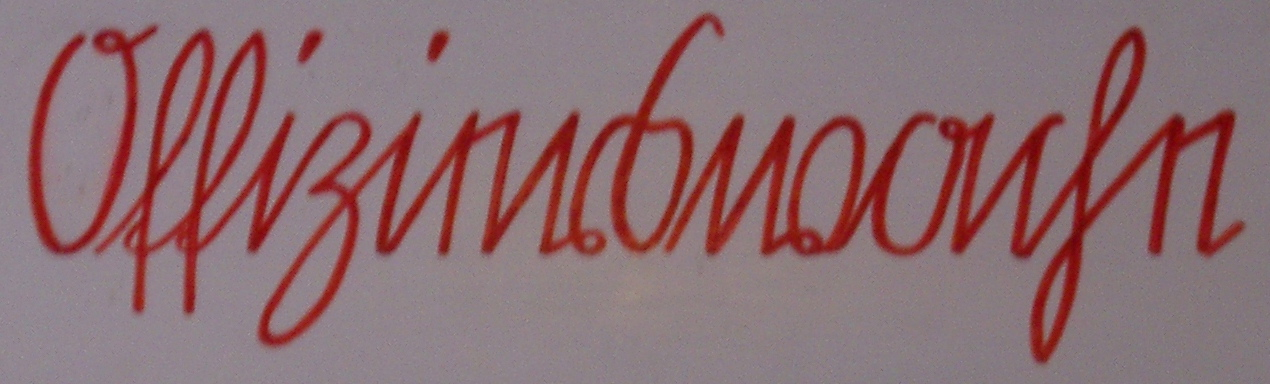
Offizierswache („tiszti őrszoba”). Figyeljük meg a kerek s-t az „Offiziers” végén, mivel a szótag végén fordul elő!
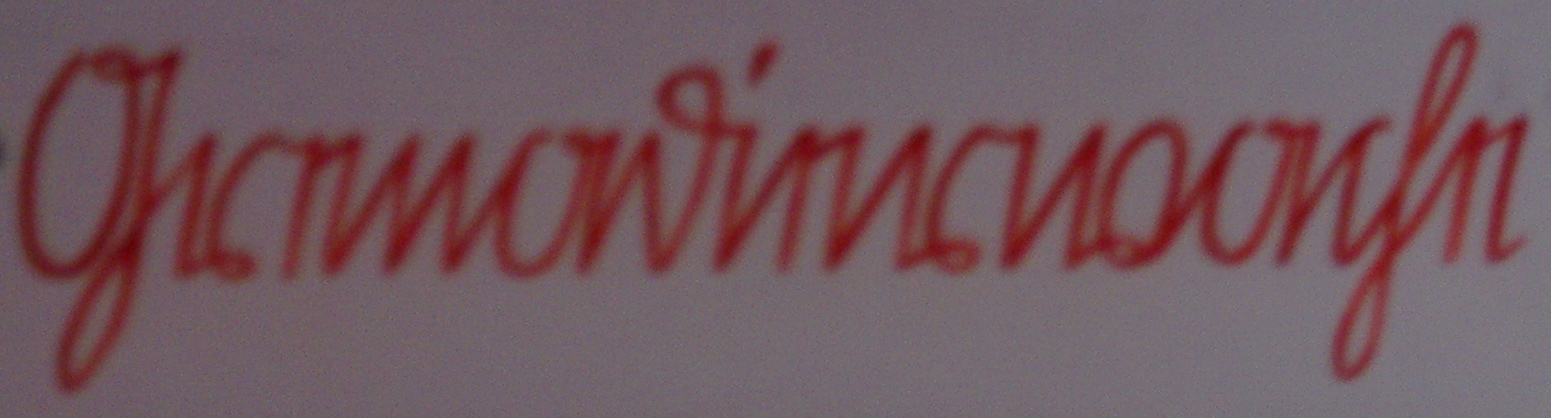
Grenadierwache („gránátosok őrszobája”)
A végső s és a hosszú s közötti különbségnek jelentése lehet: Wachs-tube (viasztubus) végső v. kerek s-szel, Wach-stube (őrszoba) hosszú s-szel (itt fraktúrban).

## Fordítás
Ez a szócikk részben vagy egészben  a   Sütterlin című angol Wikipédia-szócikk ezen változatának fordításán alapul.  Az eredeti cikk szerkesztőit annak laptörténete sorolja fel. Ez a jelzés csupán a megfogalmazás eredetét és a szerzői jogokat jelzi, nem szolgál a cikkben szereplő információk forrásmegjelöléseként.